# 將軍澳綫

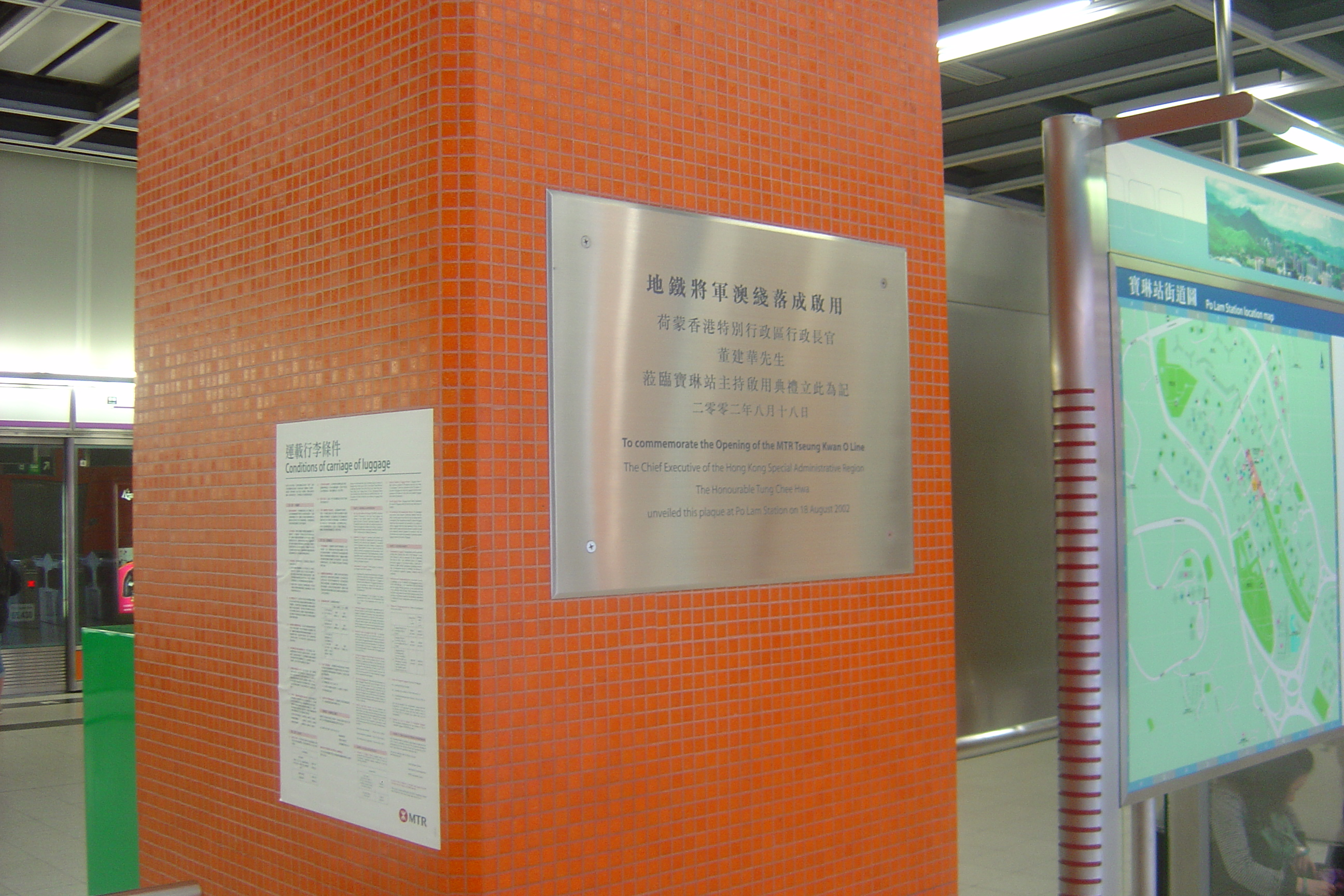
將軍澳綫通車紀念碑，位於寶琳站

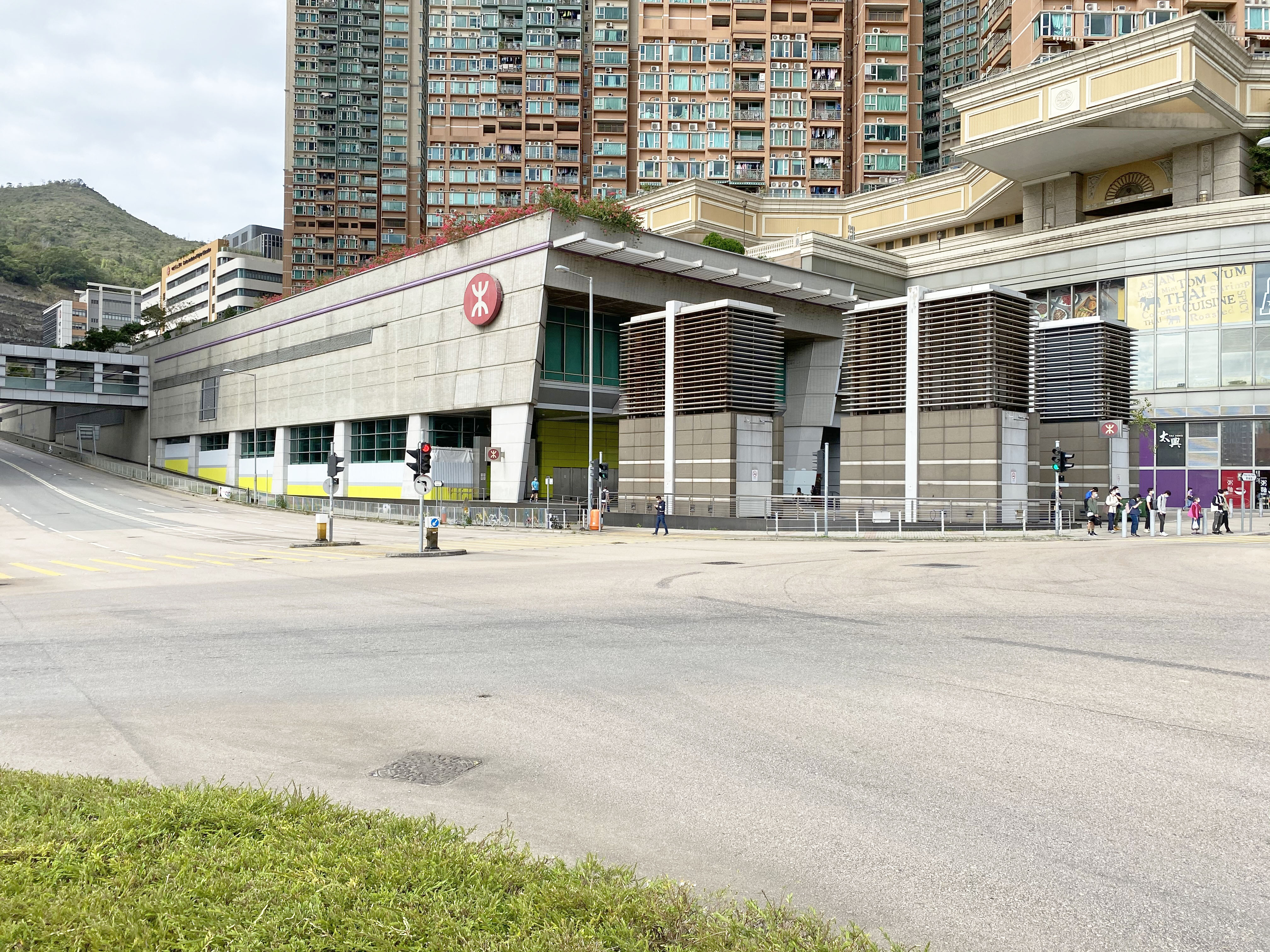
港鐵調景嶺站

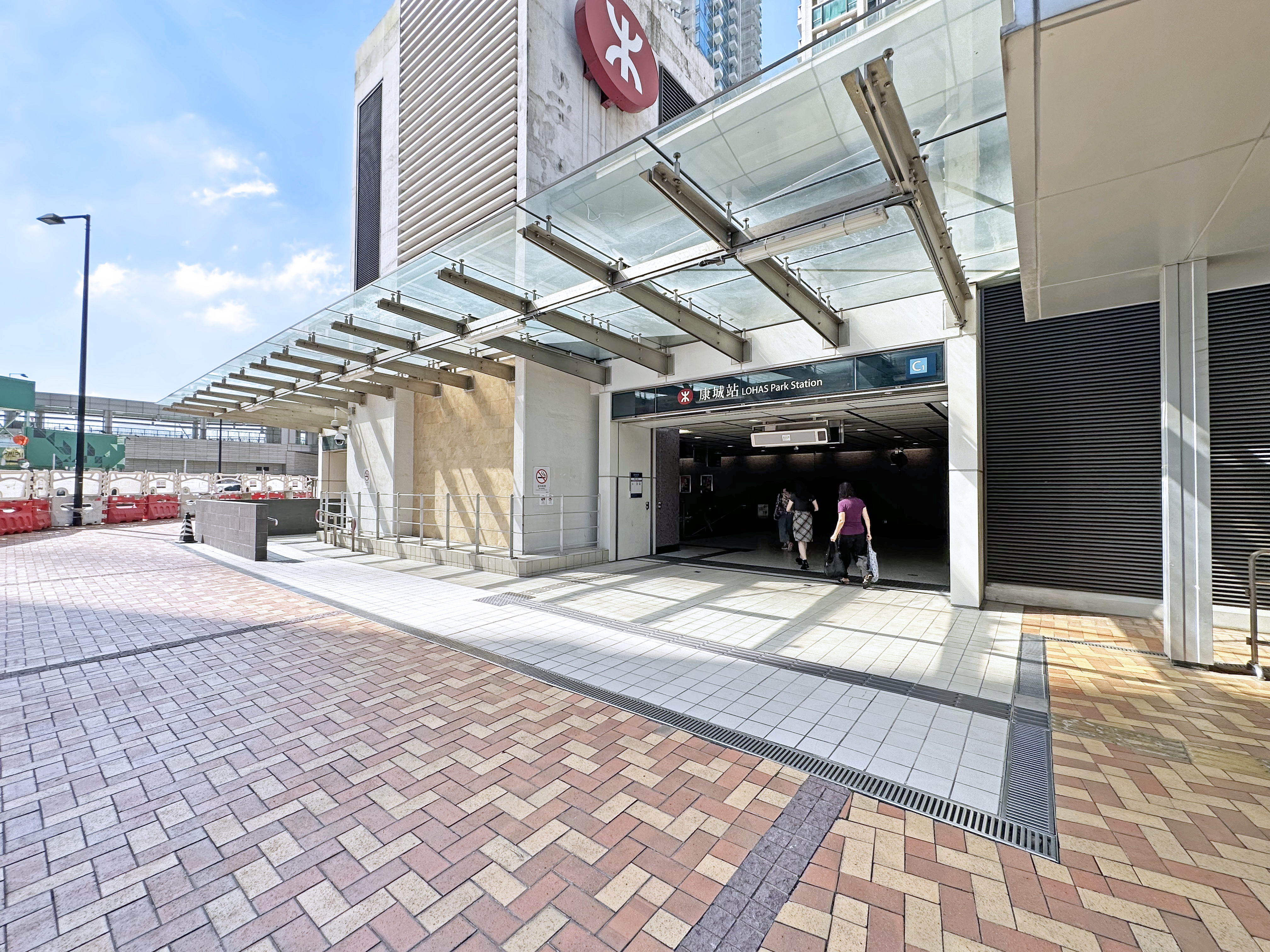
港鐵康城站出入口

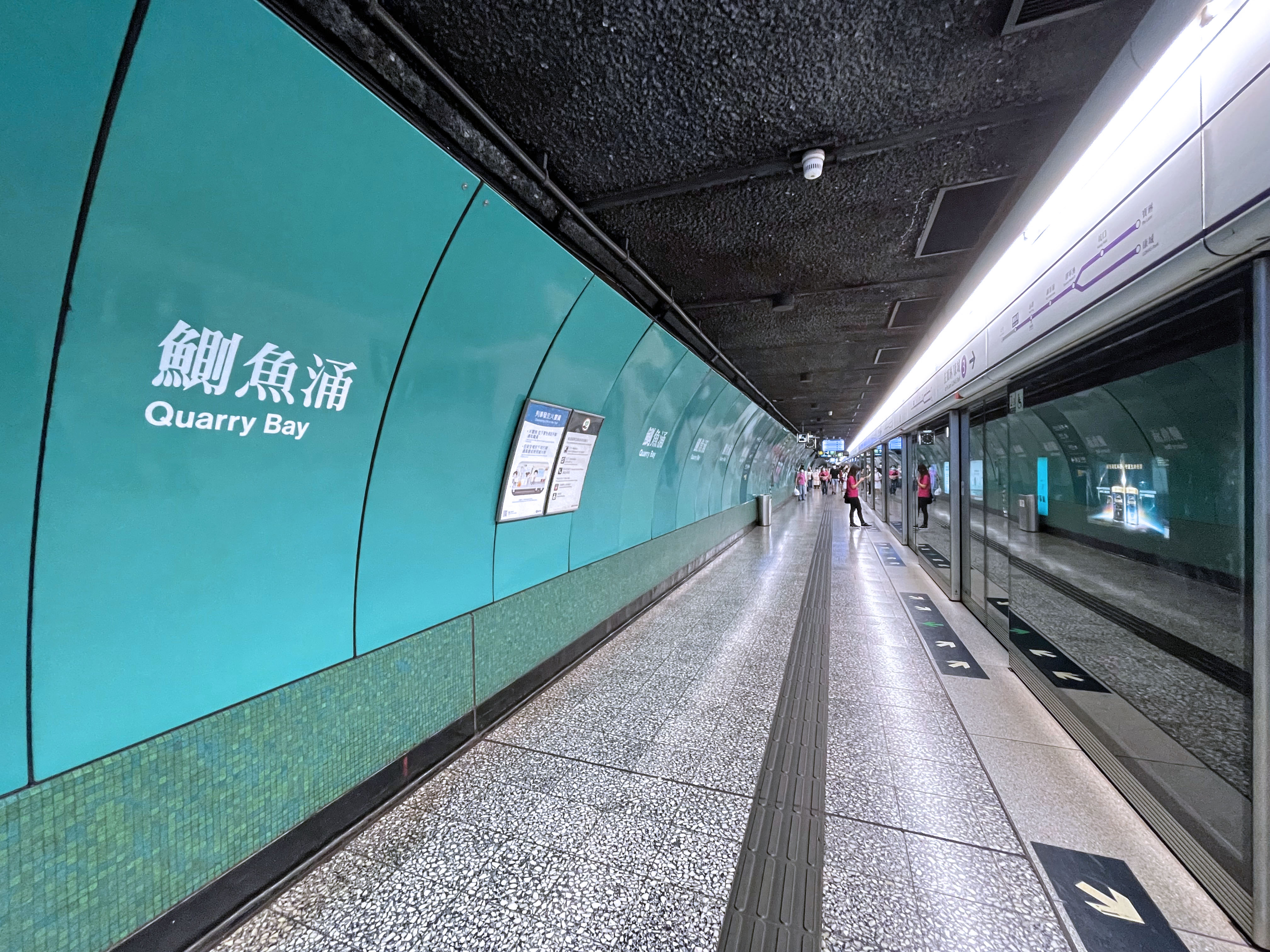
港鐵鰂魚涌站

將軍澳綫（英語：Tseung Kwan O Line）是港鐵營運的鐵路綫之一，路綫色為紫色。連接位於香港島東區的北角站與新界西貢區將軍澳新市鎮的寶琳站及康城站，屬於城市軌道交通系統；由於路綫大部份車站位於將軍澳新市鎮，因而得名。
將軍澳綫在路綫圖中以紫色表示，其在2002年和2009年建成的車站月台都延續了港島綫的特色，以由退休港鐵建築師區傑棠題寫的大型毛筆字站名作為牆壁裝飾。

## 概述
本綫寶琳站至北角站的路段於2002年8月4日通車，而將軍澳站至康城站的支綫於2009年7月26日通車。
本綫全長12.3公里，是全港第三短的港鐵鐵路綫（不包括輕鐵及昂坪360），目前共有8個車站，當中北角站和鰂魚涌站（港島綫）、油塘站及調景嶺站（觀塘綫）為轉車站，將軍澳站則是往來寶琳至坑口段及康城段的轉車站。本綫除了油塘站為地面及架空混合式車站，寶琳站及康城站為地面車站外，其餘均為地底車站；除了康城站與百勝角隧道之間擁有兩小段露天路段之外，其餘皆為密封及有蓋的路段。因此，本綫是於天文台發出九號烈風或暴風風力增強信號或十號颶風信號時，唯一能維持全線服務之港鐵路線。
本綫是繼荃灣綫（1982年通車）、東涌綫及機場快綫（皆於1998年通車）之後，與更改走綫的觀塘綫並列為第四條及第五條連接新界區的原地鐵路綫；也是2007年兩鐵合併前，地鐵最後一條落成的主要路綫。

## 歷史
早於1979年地鐵修正早期系統啟用時，東面的終點站觀塘站以東的路軌原本是預留作興建通往將軍澳的延綫之用。1981年，港英政府在內部研究興建通往將軍澳的鐵路，該年提出的《將軍澳新市鎮交通研究》設計了八個的輕鐵和重鐵形式設計的路綫連結將軍澳到市區，部分方案更建議路綫以跨海大橋方式伸延到筲箕灣。報告最終提供了四個建議路綫，其中兩個方案可選擇興建藍田站，另有一方案可在翠屏邨附近加設車站。
1985年，政府公開興建將軍澳支綫的計劃，當時的地鐵公司主席李敦應港英政府邀請，研究由藍田站延伸至將軍澳的可行性，初步建議支綫長7公里、設5至6個車站、服務最終達33萬人口的將軍澳，當年估算的建築費為30億港元，建議走綫與現今的大致相同，即經藍田站、調景嶺、將軍澳填海區並直達將軍澳新市鎮，最快可於1992年動工，並於1996年底通車。到1988年2月，地鐵與港府正式商討時，方案微調至1993年動工及1997年通車，預計通車時將軍澳人口超過20萬，會有足夠乘客量，設5個車站，包括油塘、填海區、將軍澳工業區、坑口及將軍澳市中心。1989年9月，地鐵主席馬達誠表示仍未落實興建將軍澳綫，要視乎將軍澳人口增長及該處填海的進展。同年下旬，港府宣布興建新機場及相關配套設施，被外界稱為「玫瑰園計劃」。因其工程浩大、耗費不菲，港府決定暫緩將軍澳新市鎮第三期填海發展，令區內潛在人口數量大減。地鐵亦因為機鐵工程上馬，決定押後將軍澳支綫的動工時間。布政司署運輸科在1990年1月發表《香港運輸政策白皮書》，把將軍澳支綫納入未來鐵路版圖。但地鐵公司在同年8月以人口未達目標和財政等因素，明確表態不會興建將軍澳支綫，被議員指斥其與政府欺騙當區居民。然而政府在1993年發表的《香港鐵路發展研究》則重新倡議興建此綫，隨後在1994年公佈《鐵路發展策略》，將其列為優先興建項目之一。當時的計劃與後來落成的鐵路之主要分別，是以藍田站作為將軍澳支綫的終點站，並將觀塘綫的終點站暫時由鰂魚涌站延長至天后站，當初的長遠計劃亦建議由藍田西延至馬頭角連接同期倡議的東九龍綫，稱作「藍田—馬頭角綫」。
香港行政會議於1998年10月20日批准前地鐵公司興建將軍澳支綫，並於1999年4月24日於坑口站工地（東港城前面）正式動工興建。動工禮期間，地鐵亦舉行將軍澳嘉年華，以慶祝支綫正式動工。
同時，為紓緩鰂魚涌站轉綫通道的擠塞情況及應付未來將軍澳綫的乘客量需求增加，地鐵公司決定在1998年下半年時將現時的北角站月台南方加建兩個月台，並增建同向跨月台轉車通道，並將觀塘綫由鰂魚涌站暫時延長至北角站，直至將軍澳綫工程完成後一併列入將軍澳綫內。此工程稱為「紓緩鰂魚涌轉車站擠塞工程」。
興建歷時三年四個月，耗資180億港元，油塘站率先於2002年8月4日啟用，將軍澳綫行走油塘站至北角站，取代觀塘綫使用已超過13年經東區海底隧道的路段過海往香港島，同時觀塘綫的終點站由臨時的北角站改為油塘站，讓乘客先熟習新的轉車安排；至於餘下的油塘站至寶琳站路段則於同月18日下午二時通車，而觀塘綫亦改以調景嶺站為終點站。現時連接東區海底隧道至藍田站的路段已改為備用路段，並命名為藍田站後備行車隧道，供工程車或車務調動使用。
鰂魚涌站及北角站之後成為將軍澳綫和港島綫的轉綫站。乘搭觀塘綫的乘客前往香港島需要在油塘站轉乘將軍澳綫列車，再到鰂魚涌站或北角站轉乘港島綫。所以通車初期，很多乘客都還未習慣繁瑣的轉車過程，加上將軍澳綫的列車班次疏落，一度引起混亂，期間亦導致東九龍居民改乘東隧巴士前往港島區。不過，隨着鄰近調景嶺站及將軍澳站的大型屋苑紛紛入伙，以及油塘站附近的公共屋邨重建完成，將軍澳綫的客量大幅攀升。
隨着位於將軍澳南，鄰近將軍澳車廠的全新大型物業發展區日出康城入伙，港鐵於2009年7月26日正式開放康城站，而之前單純用來讓空車往返將軍澳車廠和將軍澳站、長達3.5公里的路軌亦開始負責康城站至沿綫各站的客運服務。康城站啟用後，將軍澳綫以「3+1」形式行走兩條路綫：北角站至寶琳站，及北角站至康城站，即每3班往寶琳站的列車就有一班往康城站的列車提供服務。星期六及非繁忙時間則設有來往調景嶺站及康城站的穿梭列車，每14分鐘一班，並不會有列車直接來往北角站和康城站，由北角站至油塘站、坑口站、寶琳站以及其他路綫沿途各站前往康城站的乘客須在調景嶺站或將軍澳站轉乘穿梭列車前往康城站，而來往北角站至寶琳站的列車服務不受影響。
隨着日出康城各期陸續入伙，港鐵公司於2012年11月12日起，增加一班由康城站往油塘站列車，平日非繁忙時間於早上7時12分開出，由早上7時05分至7時32分由康城站開出的班次相應加密至5.5至7分鐘一班。2014年，康城站開出班次進一步增加，將軍澳綫於繁忙時間以「2+1」形式行走兩條路綫：北角站至寶琳站，及北角站至康城站。
|  |

### 年表
- 1989年8月6日：東區海底隧道通車，觀塘綫由觀塘站延長至鰂魚涌站。
- 1998年10月20日：行政會議批准興建將軍澳綫。
- 1999年4月24日：將軍澳綫動工。
- 2001年9月27日：觀塘綫延長至北角站。
- 2002年4月8日：將軍澳綫全綫架空電纜通電，具備試車條件。
- 2002年8月4日：觀塘綫改以油塘站為臨時終點站，將軍澳綫首階段通車來往北角站至油塘站。
- 2002年8月18日：將軍澳綫延長至寶琳站；觀塘綫延長至調景嶺站。
- 2007年12月2日：兩鐵合併，由港鐵營運。
- 2008年2月10日：港鐵與政府簽立鐵路地段增批契約，接收將軍澳綫途經東區海底隧道路段，以及鰂魚涌站過海月台。
- 2009年7月26日：康城站啟用。
- 2010年4月3日：港鐵市區綫韓製列車開始在將軍澳綫營運，5日後所有韓製列車全調往將軍澳綫營運[來源請求]。

## 路綫資料
- 路綫簡稱：TKL
- 站數：8個
- 軌距：1,432毫米
- 耗資︰313億港元[25]
- 雙綫區間：全綫
- 電化區間：全綫（直流1,500伏特）
- 閉塞方式：車内訊號閉塞式（ATP）
- 信號系統：西門子 SACEM ATSS（2019年開始安裝泰力斯 - 阿爾斯通香港改進型SelTrac CBTC信號系統，預計2027年使用[註 1]）
- 列車行駛速度：最高80公里每小時

## 車務資訊
- 服務時間：早上6時至翌日凌晨1時

2009年7月26日至2014年12月7日
- 繁忙時間：實施「3+1」安排：三班開往寶琳的列車，加上一班開往康城的列車，為一個循環。
  - 北角-將軍澳：每2.5分鐘一班；另外早上約8時半加開一班由將軍澳站開出的列車
  - 北角-寶琳：每2.5/5分鐘一班
  - 北角-康城：每10分鐘一班；另外早上約7時12分加開一班由康城站開出的列車

2014年12月8日起
- 繁忙時間：
  - 北角-將軍澳：每2.5分鐘一班；另外早上約8時半加開一班由將軍澳站開出的列車
  - 北角-寶琳：每2.5/4分鐘一班
  - 北角-康城：每7分鐘一班
  - 非繁忙時間：
  - 星期一至六（10:00-20:00）、星期日及公眾假期（09:00-20:00）：
    - 北角-寶琳：每4分鐘一班
    - 調景嶺-康城：每12分鐘一班

  - 每日晚間（20:00-00:00）：
    - 北角-寶琳：每5分鐘一班
    - 調景嶺-康城：每12分鐘一班

  - 每日凌晨（00:00-尾車）：
    - 北角-寶琳：北行每6分鐘一班，南行每8-9分鐘一班
    - 調景嶺-康城：每12分鐘一班

2019冠狀病毒病疫情期间特別交通安排、2022年4月21日起
- 繁忙時間：
  - 北角-將軍澳：每2/3分鐘一班
  - 北角-寶琳：每3/4分鐘一班
  - 北角-康城：每7分鐘一班
  - 非繁忙時間：
  - 星期一至六（09:57-20:12）、星期日及公眾假期（09:12-20:12）
    - 北角-寶琳：每5分鐘一班
    - 調景嶺-康城：每10分鐘一班

  - 星期日及公眾假期（06:00-09:12）、每日晚間（20:12-00:00）：
    - 北角-寶琳：每6分鐘一班
    - 調景嶺-康城：每12分鐘一班

  - 每日凌晨（00:00-尾車）：
    - 北角-寶琳：每9分鐘一班
    - 調景嶺-康城：每18分鐘一班
- 列車行駛速度：最高80公里每小時
- 載客量：每部列車有8卡車廂，每卡車廂設計載客量為375人

### 班次詳情
| 康城站列車開出時間表（2020年2月28日前） | 康城站列車開出時間表（2020年2月28日前） | 康城站列車開出時間表（2020年2月28日前） | 康城站列車開出時間表（2020年2月28日前） | 康城站列車開出時間表（2020年2月28日前） | 康城站列車開出時間表（2020年2月28日前） | 康城站列車開出時間表（2020年2月28日前） | 康城站列車開出時間表（2020年2月28日前） | 康城站列車開出時間表（2020年2月28日前） |
| 服務日                                  | 小時                                    | 分鐘                                    | 服務日                                  | 小時                                    | 分鐘                                    | 服務日                                  | 小時                                    | 分鐘                                    |
| --------------------------------------- | --------------------------------------- | --------------------------------------- | --------------------------------------- | --------------------------------------- | --------------------------------------- | --------------------------------------- | --------------------------------------- | --------------------------------------- |
| 星期一至五（公眾假期除外）              | 05                                      | 57                                      | 星期六                                  | 05                                      | 57                                      | 星期日及公眾假期                        | 05                                      | 57                                      |
| 星期一至五（公眾假期除外）              | 06                                      | 06、18、30、41、53                      | 星期六                                  | 06                                      | 06、18、30、41、53                      | 星期日及公眾假期                        | 06                                      | 06、18、30、41、53                      |
| 星期一至五（公眾假期除外）              | 07                                      | 05、18、25、32、39、46、53              | 星期六                                  | 07                                      | 05、18、25、32、39、46、53              | 星期日及公眾假期                        | 07                                      | 06、18、30、41、54                      |
| 星期一至五（公眾假期除外）              | 08                                      | 00、07、14、21、28、35、42、49、56      | 星期六                                  | 08                                      | 00、07、14、21、28、35、42、49、56      | 星期日及公眾假期                        | 08                                      | 06、18、30、41、54                      |
| 星期一至五（公眾假期除外）              | 09                                      | 03、10、17、24、31、38、45、52          | 星期六                                  | 09                                      | 03、10、17、24、31、38、45、52          | 星期日及公眾假期                        | 09                                      | 06、19、30、41、54                      |
| 星期一至五（公眾假期除外）              | 10                                      | 02、15、28、40、52                      | 星期六                                  | 10                                      | 02、15、28、40、52                      | 星期日及公眾假期                        | 10                                      | 06、19、30、41、54                      |
| 星期一至五（公眾假期除外）              | 11                                      | 05、17、29、41、54                      | 星期六                                  | 11                                      | 05、17、29、41、54                      | 星期日及公眾假期                        | 11                                      | 06、19、30、41、54                      |
| 星期一至五（公眾假期除外）              | 12                                      | 06、18、30、43、55                      | 星期六                                  | 12                                      | 06、18、30、43、55                      | 星期日及公眾假期                        | 12                                      | 06、19、30、41、54                      |
| 星期一至五（公眾假期除外）              | 13                                      | 07、19、32、44、56                      | 星期六                                  | 13                                      | 07、19、32、44、56                      | 星期日及公眾假期                        | 13                                      | 05、18、32、44、56                      |
| 星期一至五（公眾假期除外）              | 14                                      | 08、21、33、45、57                      | 星期六                                  | 14                                      | 08、21、33、45、57                      | 星期日及公眾假期                        | 14                                      | 08、21、33、45、57                      |
| 星期一至五（公眾假期除外）              | 15                                      | 10、22、34、46、59                      | 星期六                                  | 15                                      | 10、22、34、46、59                      | 星期日及公眾假期                        | 15                                      | 10、22、34、46、59                      |
| 星期一至五（公眾假期除外）              | 16                                      | 11、23、35、48                          | 星期六                                  | 16                                      | 11、23、35、48                          | 星期日及公眾假期                        | 16                                      | 11、23、35、48                          |
| 星期一至五（公眾假期除外）              | 17                                      | 00、07、14、21、28、35、42、49、56      | 星期六                                  | 17                                      | 00、12、24、37、49                      | 星期日及公眾假期                        | 17                                      | 00、12、24、37、49                      |
| 星期一至五（公眾假期除外）              | 18                                      | 03、10、17、24、31、38、45、52、59      | 星期六                                  | 18                                      | 01、13、26、38、50                      | 星期日及公眾假期                        | 18                                      | 01、13、26、38、50                      |
| 星期一至五（公眾假期除外）              | 19                                      | 06、13、19、25、32、39、46、53          | 星期六                                  | 19                                      | 02、15、27、39、51                      | 星期日及公眾假期                        | 19                                      | 02、15、27、39、51                      |
| 星期一至五（公眾假期除外）              | 20                                      | 00、12、25、38、49                      | 星期六                                  | 20                                      | 04、14、25、38、49                      | 星期日及公眾假期                        | 20                                      | 04、16、25、38、49                      |
| 星期一至五（公眾假期除外）              | 21                                      | 03、14、25、38、50                      | 星期六                                  | 21                                      | 03、14、25、38、50                      | 星期日及公眾假期                        | 21                                      | 03、14、25、38、50                      |
| 星期一至五（公眾假期除外）              | 22                                      | 03、15、28、40、53                      | 星期六                                  | 22                                      | 03、15、28、40、53                      | 星期日及公眾假期                        | 22                                      | 03、15、28、40、53                      |
| 星期一至五（公眾假期除外）              | 23                                      | 04、17、29、40、53                      | 星期六                                  | 23                                      | 04、17、29、39、53                      | 星期日及公眾假期                        | 23                                      | 04、17、29、39、53                      |
| 星期一至五（公眾假期除外）              | 00                                      | 05、18、27、35、48                      | 星期六                                  | 00                                      | 05、18、27、38、48                      | 星期日及公眾假期                        | 00                                      | 05、18、27、38、48                      |
| 列車以北角為終點站 列車以調景嶺為終點站 |                                         |                                         |                                         |                                         |                                         |                                         |                                         |                                         |

將軍澳綫上行設有兩個終點站，分別為寶琳站與康城站。由於設有兩個終站，不同列車將會前往不同的終點站。
2009年7月26日至2014年12月7日的繁忙時間將軍澳綫採用3+1制度，所有列車以（北角）為下行終點站，每三班列車有一班以康城為上行終點站，其餘則以寶琳為上行終點站。即四班列車採用以下編排：
1. 北角站往寶琳站
2. 北角站往寶琳站
3. 北角站往寶琳站
4. 北角站往康城站

每約10分鐘重複以上班次編排。因此，每小時約有18班列車往寶琳站，另有6班列車往康城站。往寶琳站的列車班次為2.5分鐘-2.5分鐘-(往康城站列車)-5分鐘一班，往康城站的列車班次為10分鐘一班。
由2014年12月8日起，星期一至五及星期六早上（公眾假期除外）繁忙時間將軍澳綫採用2+1制度，所有列車以（北角）為下行終點站，每2班列車有一班以康城為上行終點站，其餘則以寶琳為上行終點站。即3班列車採用以下編排：
1. 北角站往寶琳站
2. 北角站往寶琳站
3. 北角站往康城站

此外，由2012年8月27日起，星期一至五早上約8時30分，港鐵安排一班由列車將軍澳站起接載乘客往北角站，以舒緩將軍澳站月台擠逼情況。由2012年11月12日起，增加一班由康城站往北角站列車，於7時12分開出。惟2020年1月23日起將上述班次均併入常規班次當中。
受2019新型冠狀病毒疫情影響，各項防疫及抗疫措施令市民減少出行，乘客量大幅減少，因此自2020年2月28日起削減非繁忙時間3+1制度中1班往返寶琳站的班次至今並使到將軍澳綫全日均採用2+1制度。港鐵曾在2020年2月29日至10月18日期間，安排星期六早上所有由北角站開出列車以寶琳站為終點站，而康城站開出列車則以調景嶺站為終點站。於2022年5月起第五波疫情已過及乘客量逐步回復，相比疫情前的班次安排，往寶琳的繁忙時間班次均一化至3-4分鐘一班，同時將前往康城的班次全日統一至前往寶琳班次間隔的雙倍（7分、10分、12分或18分一班）。
非繁忙時間則北角站至寶琳站班次為約4.1至6分鐘一班，康城站開出之列車全部則以調景嶺站為終點站，約每8.2至12分鐘一班。列車抵達調景嶺站時，所有乘客必須下車，之後列車會沿往油塘方向駛至五桂山隧道的五桂山側線掉頭，轉入往寶琳/康城方向軌道返回調景嶺站上客。
受制於寶琳站單側式月台的設計，除非增加往康城的列車班次，否則將軍澳綫已經沒有加密班次空間。路綫當年設計為最密每3分30秒一班往寶琳或康城（採用「1+1」模式），將軍澳站至北角站聯合班次為1分45秒。惟現時聯合班次最密只有2/3分。
乘客可以透過iOS或Android應用程式「MTR Mobile」或使用經「data.gov.hk」授權的應用程式查閱將軍澳綫未來四班抵站列車的到達時間，亦可以在港鐵網站查閱詳細時間表。

## 乘客量
作為過海路綫，由於將軍澳綫能與觀塘綫和港島綫直接轉乘，連接港島東和九龍東的兩大商業區，過海客量相當龐大，加上在主要服務範圍——將軍澳新市鎮而言，將軍澳綫無疑是前往市區最方便快捷的途徑，因而吸納了大量區內居民乘搭，本綫在上下班繁忙時段經常出現近乎飽和的擠迫情況，尤其是油塘站，在繁忙時段於該站4號月台（將軍澳綫往北角）的乘客有機會須輪候至少3班列車才能上車。區議員吳雪山曾批評港鐵以確保列車之間安全距離等理由而拒絕加班次是藉口。
2009年，位於將軍澳新市鎮南部的康城站啟用，車站以支綫形式連接將軍澳站。因此原有來往寶琳站的列車班次被削減。導致坑口站及寶琳站的乘客較以往更難上車，加上由於寶琳站只設一個月台，導致將軍澳至寶琳段的主綫難以加密班次。
根據港鐵向香港立法會提交的文件披露，將軍澳綫最繁忙時段載客率在2013年、2014年和2015年分別為100.6%,102%及97%（以車廂每平方米站立4人計算），最繁忙路段在油塘站至鰂魚涌站之間。

## 使用車輛
| 型號                                | 製造商                    | 製造年代              | 車輛總數 |
| ----------------------------------- | ------------------------- | --------------------- | -------- |
| 地鐵都城嘉慕列車 → 市區綫現代化列車 | 英國都城嘉慕              | 1977－1986 1989－1998 | 7列      |
| 市區綫韓製列車                      | 南韓Rotem、日本三菱重工業 | 2001－2002            | 13列     |

### 用車演變史
此綫由2002年8月18日至2010年4月2日期間主要以15列8卡（現隸屬於荃灣綫2C和3代）英國製港鐵市區綫現代化列車（M-train）行走。2010年4月8日起改以13列8卡韓製Rotem電動列車（K-train）為主力，另外會因應車務調動需要，由觀塘綫調派3-5列都城嘉慕列車服務本綫，於2015年2月至11月間亦有調派少部份市區綫中國長春製列車（C-train）來服務本綫（此安排從7月底到9月初一度暫停），派車不定。
在星期一至星期六的早上和星期一至星期五下午繁忙時間，將軍澳綫有16列列車運行。但由於韓製Rotem電動列車僅有13列，故須至少有3列都城嘉慕列車。
在不同的非繁忙時間，列車數量均有不同，但會維持2至3列列車行走康城站至調景嶺站的穿梭列車。星期一至星期五、星期日、公眾假期的日間及晚間，將軍澳綫有11列列車運行。星期六日間有12列列車運行，晚間則減至11列。
從過往出車安排可見，星期六有較多的都城嘉慕列車行走，最多有5列，而都城嘉慕列車行走的車序為隨意分配，有時候會全日行走，有時只行走日間或繁忙時間。另外，星期日及公眾假期甚至全線只使用5列都城嘉慕列車行走北角至寶琳段，而韓製列車除了行走北角至寶琳段之外，亦行走康城站至調景嶺站的穿梭列車。
2009年7月26日，康城站通車，當時來往康城的列車主力以英國製都成嘉慕列車行走，甚少使用韓國製Rotem列車行走。在2013年5月至2015年期間有中國製列車行走將軍澳綫。但2017年起，來往康城站的列車非繁則主力以韓國製Rotem列車行走，甚少使用英國製都城嘉慕列車行走。但繁忙時間期間會有英國製都城嘉慕列車來回北角及康城。
港鐵市區綫中國長春製列車曾於2012年11月21日晚上非繁忙時間，於本綫進行不載客測試，模擬日常運作。於2013年5月13日至5月15日期間的晚上非繁忙時間，列車曾於本綫載客行走北角站至寶琳站，然後於2013年5月16日安排行走康城站穿梭列車作詳細試驗。在2013年5月13日和2014年4月15日，列車在將軍澳綫行走和載客以進行試驗，為日後的緊急調度安排準備，目前未有將該款列車調往將軍澳綫服務的計劃。北車長客列車在首次載客試驗後，在2013年12月16日調景嶺站至油塘站架空電纜故障期間首次進行緊急調度，沿觀塘綫至藍田站後經將軍澳綫過海段往北角站，故障排除後一段時間亦曾行走將軍澳綫。

### 列車簡介
2002年，前地鐵公司發現韓製Rotem電動列車（當時購入13列）不能即時適應2套新舊列車系統，而且地鐵公司把將軍澳車廠外判給澳洲戈尼南（Goninan）公司（即負責翻新都城嘉慕列車的公司），但該公司不懂維修韓製列車，所以該款列車無法行駛將軍澳綫。為了讓將軍澳綫能如期通車，地鐵最終將韓製Rotem電動列車派往觀塘綫，並重組都城嘉慕列車 (M-Train)的車卡排列，把大部分於1988年至1989年期間由英國都城嘉慕（第2C代車卡）和於1994年至1998年由阿爾斯通所製造的車卡（第3代車卡）調至將軍澳綫行走（拖卡除外），合共15列列車。
港鐵原定於2009年7月，陸續將韓製Rotem電動列車調至將軍澳綫行走，以配合康城站的啟用，而原本在將軍澳綫行走的其中13列都城嘉慕和阿爾斯通車卡則調往觀塘綫。但韓製Rotem電動列車仍然未能完全適應兩套新舊列車系統，列車出現未能定位（dislocation）的情況，令行車電腦未能計算準確的停車位置而影響行車時間和班次，為確保7月20日順利實施3+1的列車排序及7月26日康城站能如期通車，港鐵安排Rotem列車繼續在觀塘綫行走。在2009年8月中至2010年3月底，逢星期日通常會有兩列Rotem列車調到將軍澳綫載客，大多數均試行北角站至寶琳站路段，並不定時試行康城站穿梭列車，以測試穩定性。在2010年3月Rotem列車開始於星期日試行康城站穿梭列車，測試其在本綫的穩定性。在2010年4月3日，將軍澳綫開始以9列Rotem列車行走北角站至寶琳站路段。現在，由於將軍澳車廠外判商澳大利亞的United Goninan將基地搬至九龍灣車廠和輕鐵車廠，以分別負責都城嘉慕和阿爾斯通車卡的日常維修保養，及配合輕鐵Comeng輕軌車輛翻新工程，全數13列Rotem列車現時已調往將軍澳綫行走，取代都城嘉慕列車。然而Rotem列車的總數未達將軍澳綫所需的16列列車，因此將軍澳綫現在仍有由觀塘綫抽調的都城嘉慕列車行走，派車不定。而在2015年2月至11月期間亦曾抽調市區綫中國製列車行駛將軍澳綫。

## 路綫特點和問題

### 寶琳站單綫月台設計和Y形路綫導致的班次問題
與很多港鐵站不同，寶琳站的月台與大堂位處同一層，且只设置了一個側式月台，列車只能从同一個方向到達和離開。列車只會在站台上停留一段短時間，以免妨礙下班列車進站；正因如此設計，列車不时會為了保持安全距離而在未到站時減速，甚至停下，直至前方列車離開。另外，在寶琳站1號月台後方，設有一條不對外開放的路軌供列車停泊，但列車不能從該路軌駛進1號月台上客；而列車進入1號月台後，將無法駛進該段路軌，可見形同虛設。雖然港鐵在將軍澳南小赤沙設置康城站，把將軍澳綫設計成Y形姿態，可以解決寶琳單綫月台問題，但因以現在2班往寶琳列車+後1班往康城列車制度服務，這也導致將軍澳綫班次頻率低下，繁忙時段乘客難以上車，班次不能在繁忙時間加密，導致來往西貢各地區的坑口站和與觀塘線轉車站之一的油塘站出現難以上車擠兌人潮。另外信號等機件維修成本也上漲，自然轉嫁到乘客身上，若出現壞車或訊號故障，追撞事故出現率比其他路綫更容易，處理事故要比其他地鐵路綫更長時間。

### 令觀塘綫乘客不便
將軍澳綫取代觀塘綫作為過海到港島東的路綫，除了令本來無需轉車乘客需要在油塘站轉車，更因將軍澳綫本身的乘客量，令觀塘綫乘客登車難上加難。繁忙時間在油塘站可能要等最少2班車，變相對從觀塘綫到港島東（港島綫太古站至柴灣站）的乘客帶來不便，例如往來觀塘綫藍田站及港島綫太古站，原本3個站車程變成需在油塘站及鰂魚涌站轉車。因將軍澳綫班次受制於寶琳站單月台設計以及2+1而較觀塘綫少，所以在油塘站轉車較之前多花約3 - 4分鐘，這使部份觀塘綫乘客（石硤尾站至彩虹站）重新回到旺角站及金鐘站轉車前往港島，使荃灣綫太子站至金鐘站路段及旺角站及金鐘站人流上升，亦令東涌綫分流荃灣綫及金鐘站乘客量作用減少。

### 月台書法字
將軍澳綫全綫新車站月台均带有已退休港鐵建築師區傑棠題寫之書法墨寶，然而相比如港島綫車站的書法字則顯得較為模糊，並帶有相當明顯的網點，相信是因原稿DPI不足而出現的印刷問題。

### 沿綫發展
將軍澳綫位於新界段的車站四周建有密集的高層住宅，而油塘站旁邊就有多個公共屋邨。調景嶺站、將軍澳站、坑口站、康城站的上蓋皆有港鐵發展的物業，其中以康城站的物業發展規模最大。而寶琳站由於是總站，則沒有上蓋物業，但附近亦有步行數分鐘便可到達的新都城。至於鰂魚涌站和北角站附近則有發展成熟的商業區和住宅區。
儘管將軍澳新市鎮內有多個商場，但缺乏大型商業區，所以很多居民會往市區就業。因此，將軍澳綫新界段在繁忙時間的流量主要集中單一方向。而油塘站至東區海底隧道一段匯集了將軍澳綫和觀塘綫的乘客，所以流量是全綫最大的。

### 密封路段
將軍澳綫是港鐵第一條沒有任何路段建於橋面上的路綫，全綫月台均為密封式，其車廠亦建於地面。寶琳站雖然建於地面，但路段被隔音屏障完全覆蓋。這是由於寶琳站附近的樓宇密度比較高，為免列車行駛時的噪音影響附近民居，所以把車站範圍都完全覆蓋。由寶琳站至坑口站的一段，路軌由路面轉往地下，上蓋建成地鐵沿綫最長的平台花園。油塘站和康城站雖然建於地面，但月台均屬密封式設計；唯列車進出車廠或康城站時會經過一小段的有蓋露天路段。因此，本綫是港鐵在香港天文台發出九號烈風或暴風風力增強信號或十號颶風信號時唯一能全綫行駛的路綫。

### 走綫多彎
相比其他港鐵路綫，將軍澳綫的急彎特別多，原因之一是要連接多個因遷就地形而坐落不同方位的住宅發展區。
此外，為方便觀塘綫乘客轉乘將軍澳綫前往香港島及服務油塘居民，兩綫在油塘設有跨月台轉車站；如果走綫在調景嶺站後一直保持直線行走，即代表油塘站要建在斜坡下方，除了不利於將軍澳綫接駁到原有的東區海底隧道，亦令觀塘綫需要轉彎下穿現時油塘站北面的公共屋邨才能接駁到藍田站，所面對的風險較大，兩綫亦要在現時油塘站位置經過急彎，為求兩綫並排穿過油塘站而同時令觀塘綫直接接駁到藍田站，將軍澳綫必須由調景嶺站穿過照鏡環山轉彎到油塘站，之後再轉彎接駁到原有的東區海底隧道。由於全長近200米的列車要在不足1公里內轉一個90度或以上的急彎，鋼輪與鋼軌急速摩擦發出很大聲音，而且將軍澳綫除了北角站至東區海底隧道、五桂山隧道和百勝角隧道外，全綫為密封的方形切面隧道，比圓形切面隧道較容易引起回音，所以列車行駛時產生巨大噪音。
然而，地鐵公司訂製的韓製Rotem電動列車，未能如期在將軍澳綫服務，而舊款港鐵市區綫現代化列車行走隔音較差，導致噪音問題更嚴重，並一直困擾將軍澳綫乘客，直至2010年4月8日Rotem列車調回將軍澳綫，問題才稍有改善。
將軍澳綫列車行走多個路段（尤其是站距最遠的將軍澳站至康城站、調景嶺站至油塘站及過海段）時，由於車速高達每小時60公里以上，即使在車廂內，噪音仍會持續超過100分貝，音量大得完全蔽蓋報站系統和電話聲。通車以來，一直都有傳媒和地區人士反映，惟一直未有改善。有學者指，這些噪音基本上是來自列車和路軌之間的磨擦聲，是列車轉彎時會出現的，而彎度越急，噪音便會越厲害。港鐵公司為求將影響減低，把本綫列車行走部份路段減速，及不斷打磨路軌及噴潤滑劑，但經列車長時間行走，潤滑劑都會逐漸流失，如為降低噪音而減慢列車速度，行車時間會相對增加。
雖然隨着Rotem列車陸續調回將軍澳綫，情況已大有改善，但目前將軍澳綫仍有少量都城嘉慕電動列車，所以噪音問題仍然存在。

## 事故
將軍澳綫在2009年8月21日，上午8時30分，曾發生信號系統故障，當日中午曾成功修復，但一小時後信號再次故障。來往北角站至寶琳站之列車服務受阻，交替以寶琳站和康城站為終點站的「3+1」安排亦需暫停一天，改設來往將軍澳站及康城站的特別列車服務。
將軍澳綫在2013年發生最少八宗事故，其中3月曾發生訊號故障，令沿綫列車須停駛；1月北角站月台幕門因電纜絕緣裝置故障而發生火警，令服務受阻近三小時，同年12月中更曾全綫停駛五小時（見下文）。
| 日期       | 事故 |
| ---------- | --- |
| 2013-01-24 | 北角站三號月台一幕門頂支架絕緣體疑短路冒煙                                                                                           |
| 2013-05-22 | 受惡劣天氣影響，將軍澳綫一度出現訊號故障                                                                                             |
| 2013-09-06 | 將軍澳站往康城站方向行車管道疑有混凝土剝落和漏水需進行緊急維修，將軍澳綫一度暫停康城站列車服務，其後單管雙程行走往來將軍澳站和康城站 |
| 2013-12-16 | 油塘站與調景嶺站之間一段二十米的電纜鬆脫，將軍澳綫全綫停駛近五小時                                                                   |

2013年12月16日，中午12時40分，觀塘綫一列由調景嶺往油塘站方行駛的港鐵市區綫中國製列車，駛至兩站之間的五桂山隧道時，一段30米長架空電纜鬆脫，列車車頂碰撞電纜後冒煙搶火，數名乘客稱聽到幾響爆炸聲，並見車身外有火花，車廂燈光一度半熄，遂報警求助。消防到場後，發現列車停在離油塘站約50米外的管道內，疏散車上150名乘客，由車頭的緊急出口離開車廂，徒步走到油塘站月台，事件中無人受傷。油塘站亦要全面封閉，油塘站至寶琳站及康城站服務完全癱瘓，藍田站一度暫停服務。下午2時許，港鐵抽調觀塘綫列車，提供每8分鐘一班的有限度服務，由藍田站經藍田站後備行車隧道直接駛入將軍澳綫過海段，途經鰂魚涌站，以北角站作終點站（即等同將軍澳綫尚未通車時的觀塘綫列車行走的路綫）。此安排一直維持至當天下午5時35分，直至架空電纜維修完成，癱瘓近5小時，是港鐵22年來第二長時間的故障。
由於將軍澳綫通車後，巴士乘客量大減，近年巴士重組大削跨區和過海線，港鐵成為區內最重要交通工具，而觀塘最大過海交通工具為巴士。發生事故時有2.1萬人出行嚴重受阻，大批受影響乘客在車站內外等候，只可等港鐵安排接駁旅遊巴。其中觀塘站、寶琳站和坑口站的港鐵免費接駁巴士站外有數百人排隊，大批乘客冒寒風冷雨排隊兩小時才能搭到巴士。而港鐵職員沒提供清晰指示，有夫婦排隊到上車一刻才發現上錯車，要重新排隊；將軍澳站職員更發出過時資料，派發的「乘車應變錦囊」小冊子中，列有已於2013年11月30日取消的過海隧道巴士692線。與此同時，將軍澳隧道在半小時內發生兩宗交通意外，共10人受輕傷送院治理無大礙。連環車禍令區內交通「雪上加霜」，嚴重擠塞。
2018年10月16日，早上約7時，發生罕見的「聯鎖系統」故障，市區綫發生故障，訊號系統出事導致要轉為人手操作，出現嚴重延誤。港鐵車務工程總管李家潤在電台表示，初步分析電腦數據，發現訊號系統區間電腦之間有大量資料傳輸同步，耗用電腦大量資源，與程式設定有關，但看不到事件與測試新系統或人為因素有關，其中本綫在發生故障途中發生。李家潤說，有關情況應首先在荃灣綫發生，強調凌晨4時30分已完成測試並成功轉回現有系統運作，又指現有系統沒有和新系統連接。他指已重置4條綫的區間電腦，運作一直穩定。與此同時，將軍澳隧道在市區綫發生故障時發生交通意外，再度令將軍澳淪為「孤島」，自此區內開始有聲音要求開辦來往將軍澳至港島的渡輪服務。
2018年10月25日，列車擔任寶琳往北角的首班列車時發生故障，將軍澳綫寶琳至將軍澳服務一度暫停。
2019年9月4日，晚上約9時正，大批示威者到寶琳站集結要求站長交待就8月31日晚上將軍澳綫各站提早關閉的原因。期間，兩名寶琳站站長因保護一名受襲女乘客而被示威者毆打後需送院治理；至晚上約11時正，有示威者用雨傘破壞多部閘機，更將汽水倒進閘機零件內；至凌晨約零時，一名調景嶺站男站長放工後身穿便服乘搭港鐵抵達寶琳站後被示威者包圍毆打至倒地後需送院治理，最終兩名施襲示威者被警察制服後拘捕；港鐵其後宣布，寶琳站關閉，將軍澳綫列車改以坑口站為終點站。
2020年12月29日，24歲姓周女子乘搭將軍澳綫列車途經油塘時，不滿被鄰座一名正睡覺的小朋友意外觸碰，其母親見狀道歉，惟女子未有接受，情緒激動下出手襲擊對方，又用物件擲向小朋友，並襲擊其同行另一名女子。一名男乘客不值女子行為，上前勸說，但同被打傷。警方接報在將軍澳站上車，將涉事女子制服，期間女子情緒激動，拉扯一名男警頭髮，並打傷其手部。警方經初步調查，周女涉嫌普通襲擊、刑事毀壞及襲警被捕，帶返警署扣查。
2021年6月18日，網上流傳一段影片，一頭野豬仔闖入港鐵鰂魚涌站後，擺脫港鐵職員阻擋，成功登上一列港島綫列車，在列車內來回奔跑，如入無人之境。其後，野豬仔更「轉車」至將軍澳綫一列空載列車，一度瑟縮在關愛座不肯離開，最後港鐵被迫安排列車返回車廠，漁護署人員其後到場將其捉走，並已放生。
2022年12月5日上午繁忙時間，將軍澳綫一列由康城站開往北角站的韓製列車在駛近將軍澳站時，列車其中一個連接兩卡列車車廂之間的車鈎疑鬆脫，導致連接肇事兩卡列車車廂之間的通道被不正常大幅度拉伸，車體與其風琴式接駁處之間出現了頗為寬闊的縫隙，而有約1,500名乘客須在摸黑的環境下經近將軍澳站一方的駕駛室緊急出口疏散離開肇事列車，並沿路軌步行前往將軍澳站月台，期間有兩名女乘客感到不適。事件導致調景嶺站至寶琳站／康城站的列車服務暫停近4小時，期間有乘客更表示在將軍澳站被告知沒有安排接駁巴士，結果須徒步前往調景嶺站乘搭港鐵。列車服務直至當日中午12時30分左右才逐漸恢復。其後港鐵於當日晚上宣布將「全面檢討資產管理及維修保養制度」。
2023年11月15日，將軍澳綫鰂魚涌站附近路段積水影響，懷疑路軌隧道內出現爆水喉，可能涉及消防喉或冷氣機喉，來往北角站及調景嶺站的列車一度受阻，將軍澳線來往寶琳至調景嶺站需6分鐘一班車，來往康城至將軍澳站則需12分鐘一班車。經調查後到下午3時半完成清理，將軍澳綫列車服務逐步恢復正常。
2025年5月22日下午約5時，鰂魚涌站附近有電纜發生故障，而事故亦導致將軍澳綫電力供應受阻甚至須全綫停駛，及後調景嶺站至寶琳站／康城站的服務於當晚約8時40分恢復；而全綫服務則於晚上約10時33分恢復。

## 物業發展
將軍澳綫遵從港鐵（地鐵和九鐵）一向的發展模式，興建鐵路時會在沿綫發展私人住宅，一來以其利潤資助工程費用，二來可增加客源。
政府在2000年提交立法會的文件清晰指出，港鐵估計將軍澳支綫費用總額達305億元，港鐵不需要政府注資，但要求取得調景嶺、將軍澳市中心、坑口各站和86區車廠（即現時日出康城）的物業發展權。
將軍澳綫現成功批出至少6個項目發展，市值超過637億元。扣除地價、建築成本及發展商利潤後，即使以最低分紅作保守估算，港鐵從中所賺取的發展利潤多達136.95億元，較當年估算的52億元多出1.6倍，該數據還未計算將軍澳站PopCorn商場的權益。
唯物業設計時期正是香港政府推行八萬五建屋計劃政策，地基採用高地積比設計，備受市民批評。城規會最終亦以綜合發展區容許較高的發展密度為理由，使有關項目成功獲批及興建，而且大部份綠化、康樂設施及休憩空間只限住客享用，公眾只可享用商場及面積細小的公共空間。

### 調景嶺站項目：都會駅／城中駅
為調景嶺港鐵站上蓋的住宅項目，總共有9座，分兩期發展，第1期包括1至5座（不設第4座），2期為6至10座，名為城中駅。都會駅是長江實業於將軍澳首個發展項目，除地鐵公司（現稱港鐵公司）和長實，南豐集團亦是發展商之一。項目於2006年下半年入伙。基座商場由長實分拆的置富產業信託擁有及管理。

### 將軍澳站項目：將軍澳中心、天晉、君傲灣
將軍澳中心，位於港鐵將軍澳站旁。全屋苑有12座，平均樓高約50層，合共提供4,542個單位。地鐵公司參與了第三期(即將軍澳豪庭)的發展，其他發展商有新鴻基地產、恆基兆業、華懋集團及南豐發展。將軍澳豪庭於2005年公開發售。基座商場由新地旗下的康業服務管理。
天晉位於將軍澳唐賢街9號，是港鐵將軍澳站上蓋綜合發展項目中的住宅部分，該綜合發展項目還包括香港九龍東智選假日酒店、香港九龍東皇冠假日酒店、服務式住宅「星峰薈」、大型商場PopCorn及甲級商業樓面。發展商為港鐵及新鴻基地產。天晉和PopCorn均由港鐵管理。
君傲灣，位於將軍澳唐俊街9號，為一個商場及住宅混合的商住項目，業主為地鐵公司；物業發展商為翠盈企業有限公司（由新世界發展有限公司、周大福企業有限公司，以及新加坡慶隆有限公司（Kheng Leong Co.(Pte.)Ltd.合資之公司聯合發展）。項目設3座大廈，提供1,472伙住宅單位，於2006年中入伙。君傲灣和基座商場君薈坊均由港鐵管理，而君薈坊已於2014年併入PopCorn，易名為PopCorn 2。

### 坑口站項目：蔚藍灣畔
蔚藍灣畔位於將軍澳坑口培成路15號，為鐵路上蓋式私人屋苑，於2005年入伙。發展商包括信和集團、地鐵公司及嘉里建設。屋苑共有6幢住宅大廈（第1、2、3、5、6及7座），以L形排列，提供2,130個單位。基座商場命名為連理街，於2005年4月開幕。商場位於住宅基座二樓，樓面面積約60,000方呎，共有54舖位，由43個商戶承租，店舖面積由100至3000方呎不等，由港鐵管理。

### 將軍澳車廠／康城站項目：日出康城
日出康城位於香港新界將軍澳小赤沙將軍澳86區，是一個包括住宅、商場、公園的鐵路上蓋發展計劃。地盤總面積32.68公頃，總發展面積1,652,800平方米，地積比率（容積率）為5倍；規劃中住宅面積最多1,612,800平方米，商場面積40,000至50,000平方米，綠化及休憩面積為55,000平方米，包括一個面積近200,000平方呎的日出公園。
整個發展計劃將分為1至13期興建，預計於2026年全部完成，屆時將建有50幢樓高46至76層的樓宇，提供25,500個住宅單位，可供63,000名居民居住；另建有1個大型商場、2個小型商場、文娛康樂設施、綠化及休憩區、長400米的海濱走廊、教育機構、幼兒院、社區會堂、鐵路車站及公共運輸交匯處。以住宅數量計算將會成為香港最大的屋苑。

### 百勝角通風樓
2020年，政府和港鐵為增加私人住宅供應，提出將昭信路以南的百勝角通風樓以地積比率6倍作住宅發展。項目將發展兩幢27層高分層住宅，提供432伙單位。有關規劃收到130份申述，當中129份為反對書，認為插針式住宅無法根本解決住屋問題，同時帶來屏風效應，減少區內綠化空間和造成交通擠塞。不過政府未有理會反對意見，更認為項目能夠與周邊高層住宅互相協調，在2021年2月通過發展計劃。到2022年3月，港鐵就項目截收意向，並首設最低單位面積限制和全電子形式遞交意向書，最後有多達36間發展商提交。
2022年4月，港鐵公佈百勝角通風樓項目，由新世界發展及招商局置地合組公司投得。
- 都會駅
- 將軍澳中心
- 天晉
- 君傲灣
- 蔚藍灣畔
- 日出康城

## 車站列表
| |          |          | 站名     | 站名     | 轉乘路綫 | 所在行政區域 | 通車日期           |
| 將軍澳綫 | 將軍澳綫 | 將軍澳綫 | 將軍澳綫 | 將軍澳綫 | 將軍澳綫 | 將軍澳綫     | 將軍澳綫           |
| --- | -------- | -------- | -------- | -------- | -------- | ------------ | ------------------ |
| |          |          |          | 康城     | -        | 西貢區       | 2009年7月26日      |
| |          |          |          | 寶琳     | -        | 西貢區       | 2002年8月18日      |
| |          |          |          | 坑口     | -        | 西貢區       | 2002年8月18日      |
| |          |          |          | 將軍澳   | -        | 西貢區       | 2002年8月18日      |
| |          |          |          |          | -        | 西貢區       | 2002年8月18日      |
| |          |          |          | 調景嶺   | 觀塘綫   | 西貢區       | 2002年8月18日      |
| |          |          |          | 油塘     | 觀塘綫   | 觀塘區       | 2002年8月4日       |
| |          |          |          | 鰂魚涌   | 港島綫   | 東區         | 1989年8月6日[EHC]  |
| |          |          |          | 北角     | 港島綫   | 東區         | 2001年9月27日[QBR] |
| 附註 |          |          |          |          |          |              |                    |
| - EHC 目前將軍澳綫行經東區海底隧道至鰂魚涌站路段為過往觀塘綫的原有路段，故以相關路段之通車日期為準。 - QBR 目前將軍澳綫行經鰂魚涌站至北角站路段屬鰂魚涌站轉綫通道紓緩工程的前觀塘綫新建路段，故以相關路段之通車日期為準。 |          |          |          |          |          |              |                    |
| 论 编 |          |          |          |          |          |              |                    |

## 未來發展

### 加密班次
如以車箱每平方米站立四人計算，2013年本綫油塘至鰂魚涌站一段過海路段載客率達100.6%。為提升可載客量，港鐵計劃於2018至2022年期間完成提升市區四綫的信號系統，屆時可載客量有望增加約10%。與此同時，港鐵利用剩餘班次客量，加密本綫班次，將本綫繁忙時間之班次編排由“3+1”改為“2+1”，此模式每小時可在康城站加開兩班列車，增加康城－北角一段之載客量，同時寶琳站開出之列車數目將維持在每小時18班。

### 北港島綫
據《鐵路發展策略2014》，北港島綫將採用交匯方案，將軍澳綫將由北角站向西延伸，於港島設銅鑼灣北站、會展站及添馬站；其中會展站為與東鐵綫的轉乘站，添馬站為東涌綫（向東延伸）的轉乘站，初步建議落實時間為2021-2026年．後來提出的北港島綫延伸替代方案是只把將軍澳綫延伸至會展站，取消興建添馬站及銅鑼灣北站；或者將東涌綫經會展站延伸至寶琳站／康城站，與將軍澳綫直通運作。惟之後數年未有進一步消息。
| |          |          | 站名     | 站名     | 轉乘路綫                   | 所在行政區域 | 通車日期                 |
| 將軍澳綫 | 將軍澳綫 | 將軍澳綫 | 將軍澳綫 | 將軍澳綫 | 將軍澳綫                   | 將軍澳綫     | 將軍澳綫                 |
| --- | -------- | -------- | -------- | -------- | -------------------------- | ------------ | ------------------------ |
| |          |          |          | 康城     | -                          | 西貢區       | 2009年7月26日            |
| |          |          |          | 寶琳     | 東九龍智慧綠色集體運輸系統 | 西貢區       | 2002年8月18日            |
| |          |          |          | 坑口     | -                          | 西貢區       | 2002年8月18日            |
| |          |          |          | 將軍澳   | -                          | 西貢區       | 2002年8月18日            |
| |          |          |          |          | -                          | 西貢區       | 2002年8月18日            |
| |          |          |          | 調景嶺   | 觀塘綫                     | 西貢區       | 2002年8月18日            |
| |          |          |          | 油塘     | 觀塘綫                     | 觀塘區       | 2002年8月4日             |
| |          |          |          | 鰂魚涌   | 港島綫                     | 東區         | 1985年5月31日 [EHC][QBR] |
| |          |          |          | 北角     | 港島綫                     | 東區         | 1985年5月31日 [EHC][QBR] |
| |          |          |          | 會展     | 東鐵綫                     | 灣仔區       | 待定                     |
| ↓ 接駁北港島綫（走綫未定） |          |          |          |          |                            |              |                          |
| 附註 |          |          |          |          |                            |              |                          |
| - EHC 由於將軍澳綫現時行經東區海底隧道至鰂魚涌站路段屬觀塘綫的原有路段，該月台於1989年8月6日啟用。 - QBR 將軍澳綫現時行經鰂魚涌站至北角站路段屬舒緩鰂魚涌站乘客擠塞工程的新建路段，該月台於2001年9月27日啟用。 |          |          |          |          |                            |              |                          |
| 论 编 |          |          |          |          |                            |              |                          |

### 將軍澳綫南延綫
據行政長官李家超於2022年發表《施政報告》中提及將軍澳綫將由康城站向南延伸至第137區（即將軍澳工業邨一帶），以改善該區的交通配套。

## 外部連結
- 香港鐵路大典上的相关条目：將軍澳綫